# 托坦山

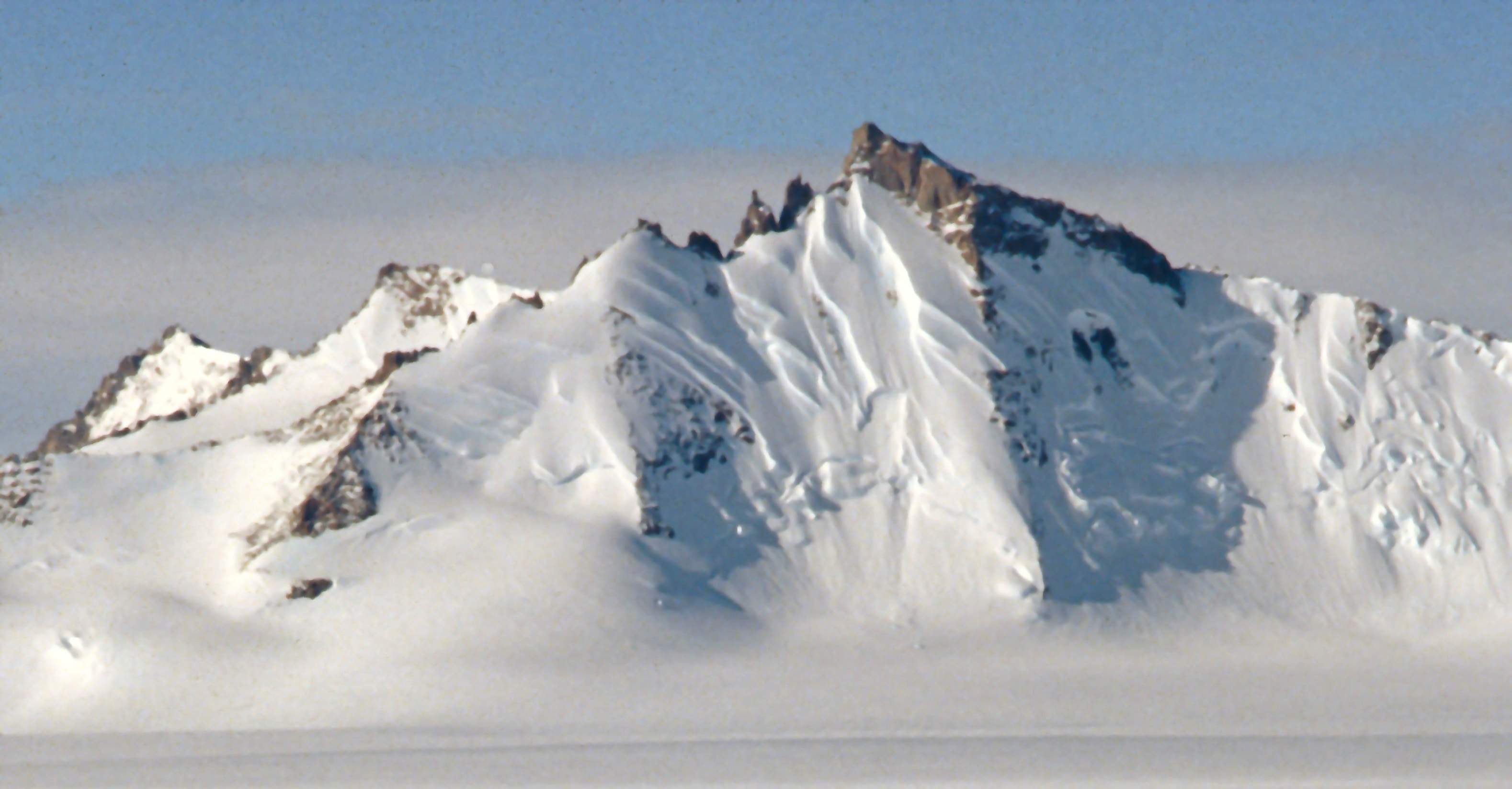

75°2′S 12°25′W / 75.033°S 12.417°W
托坦山（英語：Tottan Hills）是南極洲的山丘，位於毛德皇后地的阿斯特里德公主海岸，屬於黑邁弗朗特山脈的一部分，全長37公里，現時由南極條約體系管理。